# Alec Shelbrooke
Alec Edward Shelbrooke (né le 10 janvier 1976) est un homme politique conservateur britannique qui est député de Wetherby et Easingwold depuis 2024 et d'Elmet et Rothwell entre 2010 et 2024. Il est ministre d'État chargé des acquisitions de défense au sein du ministère Truss de septembre à octobre 2022.

## Jeunesse
Né en 1976 à Bromley, au sud de Londres, Shelbrooke fait ses études à l'école St George's Church of England à Gravesend et obtient un diplôme en génie mécanique de l'Université Brunel en 1998. Après avoir quitté l'université, Shelbrooke travaille comme installateur de cuisines et de salles de bains, puis comme administrateur de projet à l'Université de Leeds.

## Carrière politique
Il participe à quatre élections locales (élu au conseil municipal de Leeds en 2004 et réélu en 2006 comme conseiller du quartier Harewood) et se présente sans succès à Wakefield aux élections générales de 2005. Il est vice-président de l'Association conservatrice d'Elmet de 2001 à 2004.
Après son entrée au Parlement, en novembre 2010, Shelbrooke est nommé secrétaire privé parlementaire (PPS) de Theresa Villiers, ministre d'État chargée des Transports.
En septembre 2012, Shelbrooke devient le PPS de Mike Penning, ministre d'État de l'Irlande du Nord.
En décembre 2012, Shelbrooke présente un projet de loi sur la règle des dix minutes en vertu duquel les demandeurs d'aide sociale britanniques recevraient une carte de paiement au lieu de recevoir leurs prestations en espèces.
Il devient PPS au ministère des Affaires étrangères en 2014. Shelbrooke est opposé à la sortie du Royaume-Uni de l'Union européenne avant le référendum sur le Brexit de 2016.
En 2017, il devient vice-président (international) du Parti conservateur, un rôle de soft power conçu pour promouvoir les intérêts du Royaume-Uni à l'étranger ainsi que pour soutenir les partis politiques de centre-droit dans les pays en développement par le biais de la Westminster Foundation for Democracy. Shelbrooke demeure un dirigeant de l'Union de la démocratie internationale. Il est membre exécutif du Comité 1922 pendant une période de turbulences au sein du Parti conservateur menant à la démission de la première ministre Theresa May en 2019. Il soutient Jeremy Hunt lors de l'élection à la direction du Parti conservateur de 2019.
En 2020, il est nommé chef de la délégation britannique auprès de l'Assemblée parlementaire de l'OTAN.
En juillet 2022, Shelbrooke se rebelle contre le gouvernement pour la première fois de sa carrière parlementaire en votant contre l'approbation du Règlement de 2022 sur la conduite des agences de placement et des entreprises de placement.
Le 7 septembre 2022, il est nommé ministre d'État au ministère de la Défense au sein de l'administration Truss en raison de son soutien à Liz Truss dans sa campagne à la direction. Shelbrooke est limogé le 26 octobre 2022 par le nouveau premier ministre, Rishi Sunak, et renvoyé sur les banquettes arrière,.
En avril 2023, il est choisi comme candidat pour la nouvelle circonscription de Wetherby and Easingwold aux élections générales de 2024. Il est réélu avec une majorité de 4 846 voix.
Shelbrooke est nommé au Conseil privé le 8 octobre 2019. Il  est nommé Chevalier Commandeur de l'Ordre de l'Empire britannique (KBE) le 29 décembre 2023 sur la liste des honneurs de démission de Truss, pour service public et politique.